# Поничев
Поничев (укр. Поничів) — село в Зимневской сельской общине Владимирского района Волынской области Украины.
Население по переписи 2001 года составляет 213 человек. Почтовый индекс — 44750. Телефонный код — 3342. Занимает площадь 1,31 км².